# Reflektor (Album)
Reflektor ist das vierte Studioalbum der kanadischen Indie-Rock-Band Arcade Fire. Es wurde am 28. Oktober 2013 durch das eigene Label Sonovox Records in Kanada und Europa sowie von Merge Records in den Vereinigten Staaten veröffentlicht. Das Doppelalbum wurde in verschiedenen Tonstudios aufgenommen und vom LCD-Soundsystem-Frontmann James Murphy, dem regelmäßigen Arcade-Fire-Produzenten Markus Dravs und der Band selbst, produziert.
Reflektor wurde von haitianischer Rara-Musik, dem 1959er Film Orfeu Negro (englisch Black Orpheus) und Søren Kierkegaards Essay The Present Age beeinflusst. Vor der Veröffentlichung des Albums wurde eine Guerilla-Marketing-Kampagne gestartet mit Veve-inspirierten Zeichnungen und der limitierte Single Reflektor, welche unter dem Bandpseudonym „The Reflektors“ am 9. September 2013 erschien.
Das Album erhielt überwiegend positive Resonanz von Musikjournalisten und war kommerziell erfolgreich. Das Onlinemagazin Pitchfork zählte es im August 2014 zu einem der 100 besten Alben des Jahrzehnts.

## Hintergrund

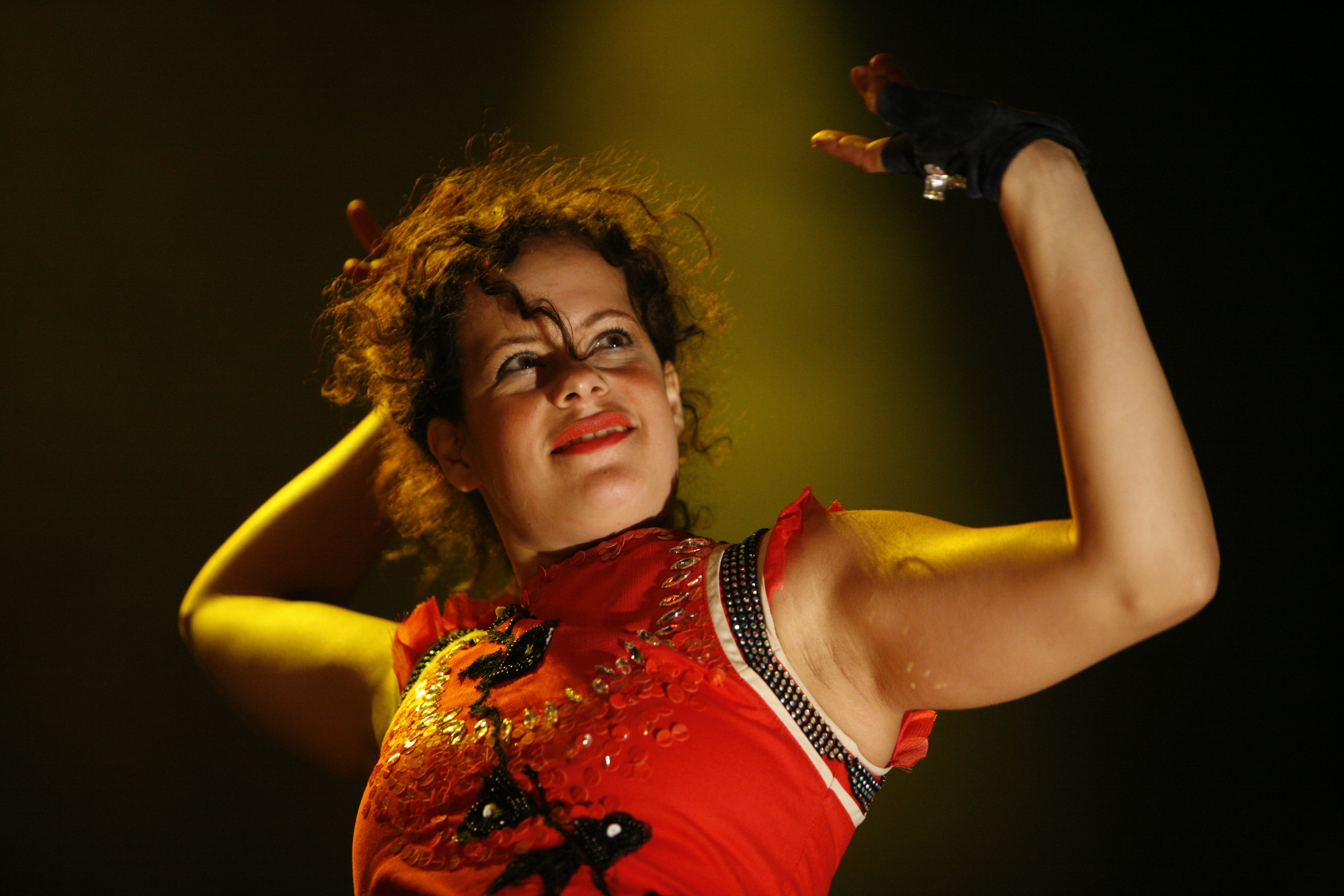
Régine Chassagne hat haitianische Wurzeln, die einen großen Einfluss auf das Album hatten.

Die Ursprünge des Albums stammen von einer Reise des Sängers und Gitarristen Win Butler mit seiner Frau und Multi-Instrumentalistin Régine Chassagne, in das Heimatland Chassagnes Familie Haiti. Butler sagte:

“Going to Haiti for the first time with Régine was the beginning of a major change in the way that I thought about the world. Usually, I think you have most of your musical influences locked down by the time you’re 16. There was a band I [feel] changed me musically, just really opened me up to this huge, vast amount of culture and influence I hadn’t been exposed to before, which was really life-changing.”

„Das erste Mal mit Régine nach Haiti zu reisen war der Anfang einer großen Veränderung in der Weise wie ich über die Welt denke. Gewöhnlich denke ich, dass man die meisten der persönlichen musikalischen Einflüsse mit 16 festgelegt hat. Da gab es eine Band die mich musikalisch verändert hat, die mich wirklich für diese gewaltige Menge an Kultur und Einfluss geöffnet hat, der ich zuvor noch nie ausgesetzt war, was wirklich lebensverändernd war.“

Inspiriert von der Rara-Musik des Landes und der Musikkultur Jamaikas nahmen Butler und Chassagne Elemente davon in das neue Material der Band auf. Butler sagte in einem Interview: „Es ist nicht so, dass unsere Band versucht haitianische Musik zu spielen. Ich fühlte einfach, dass wir uns neuen Einflüssen gegenüber geöffnet haben. Bob Marley empfand wahrscheinlich genauso, als er zum ersten Mal Curtis Mayfield hörte.“ Die Produktionskosten beliefen sich nach dem Manager der Band, Scott Rodger, auf 1,6 Millionen US-Dollar.

## Aufnahme

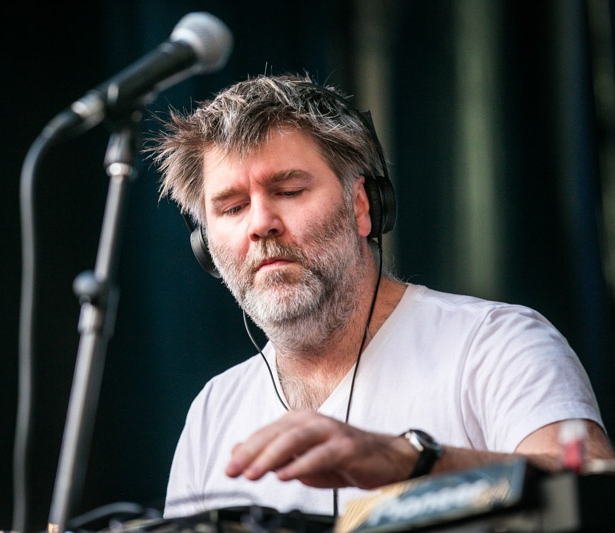
Der Produzent James Murphy, 2013

Erste Aufnahmen für Reflektor wurden 2011 in Louisiana gemacht. Im Jahr darauf ging die Band mit dem Produzenten Markus Dravs für weitere Aufnahmen nach Jamaika. Insgesamt entstanden so etwa 60 Ideen für Lieder, die die Band in dem verlassenen Schloss Trident schrieb und aufnahm: „Das Schloss wurde 1979 […] durch einen exzentrischen Jamaikaner gebaut, der einfach nur mit prominenten Menschen rumhängen wollte. Und es hat irgendwie funktioniert. Nach etwa fünf Jahren konnte er die Rechnungen nicht mehr bezahlen, daher war es für viele Jahre verlassen. Ich traf den Typen, der plante ein Hotel daraus zu machen, also konnten wir es günstig ohne Mobiliar mieten. Wir brachten ein paar Betten, ein Klavier und anderes Zeug mit.“ Der Großteil des Albums wurde auf Magnetband aufgenommen.
Im August 2012 begann Arcade Fire die Zusammenarbeit mit dem Produzenten und LCD-Soundsystem-Frontmann James Murphy, mit dem die Band seit über sechs Jahren zusammenarbeiten wollte. So sagte Butler in einem Interview mit dem Rolling Stone: „LCD Soundsystem ist für mich wie New Order und die B-52s und wir teilen viele dieser Einflüsse, mit denen wir komplett andere Dinge getan haben. Régine ist so eine Person die tanzt. Wenn man Régine zum Tanzen bekommt ist man auf dem richtigen Weg. Deswegen wollten wir ein Album machen, zu dem Régine tanzen kann.“
Zur Begründung für die Entscheidung, ein Doppelalbum zu produzieren sagte Butler: „Das Album ist sehr lang. Wir wollten ein kurzes Album machen und kamen am Ende auf 18 Lieder die alle zwischen sechs und acht Minuten lang waren. Wir dachten uns: ‚Wir haben es verbockt ein kurzes Album zu machen.‘ Es in zwei Hälften zu teilen erlaubt es in verschiedene Welten des Albums einzutauchen.“

## Songwriting und Komposition

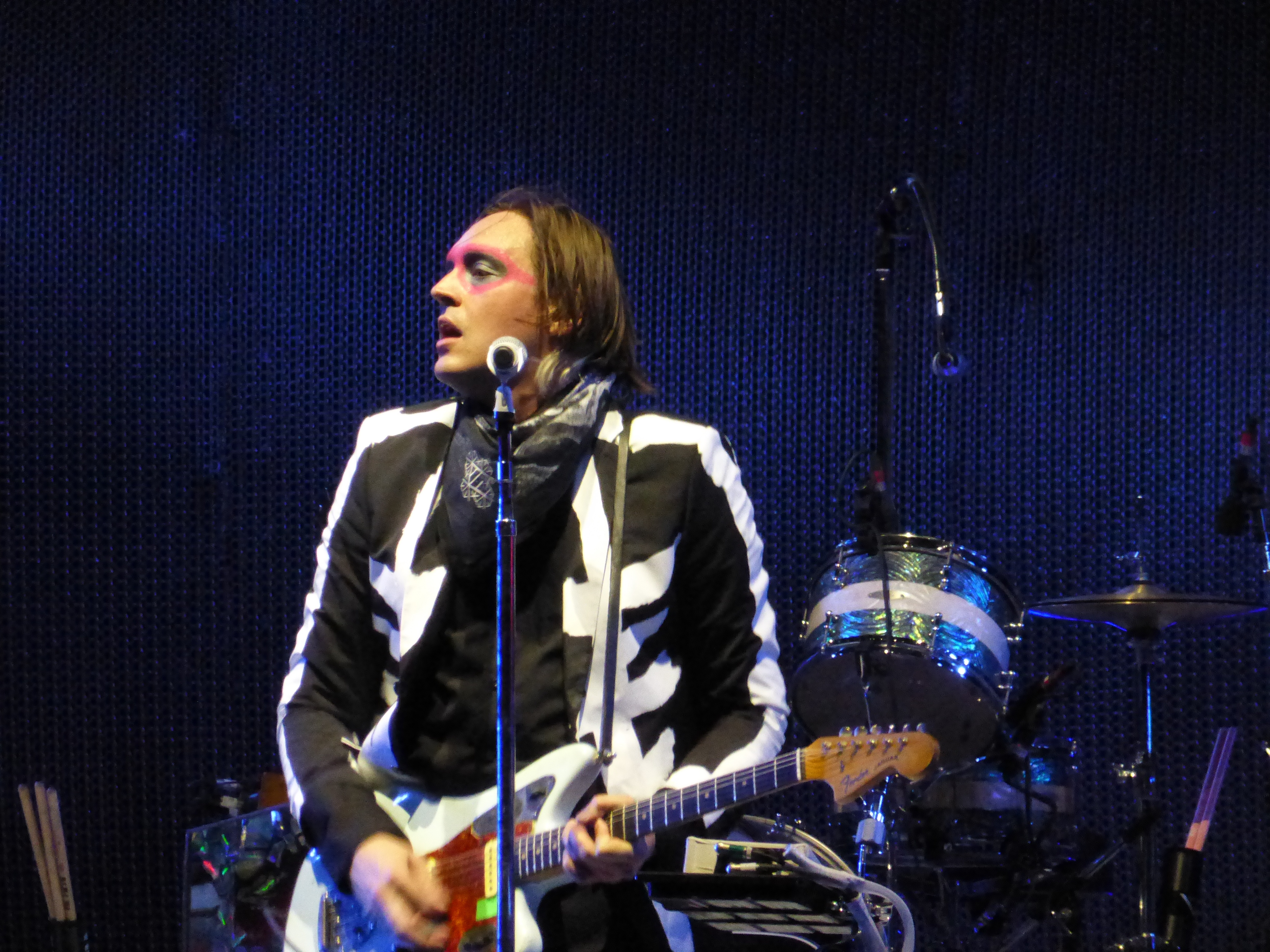
Win Butler während der Tour zum Album im Jahr 2014.

Reflektor ist ein Artrock- und Dance-Rock-Album. Der primäre Liedtexter und Frontmann Win Butler gab an, dass der Film Orfeu Negro (1959) von Marcel Camus eine größere Inspirationsquelle für das Album war, insbesondere die Themen Isolation und Tod: „Orfeu Negro ist einer meiner Lieblingsfilme, der während eines Karnevals in Brasilien spielt. Der Orpheus-Mythos ist die ursprüngliche Dreiecksgeschichte, wie Romeo und Julia. Textlich handelt es nicht wirklich von meinem Leben. Ich fühle mit etwas wie ein Schwamm. Wenn Menschen um mich herum Dinge durchstehen finde ich es sehr schwer nicht empathisch zu sein.“ Ein weiterer Einfluss auf die Liedtexte war ein Essay des dänischen Philosophen Søren Kierkegaard, mit dem Titel The Present Age (1846): „Es geht um das reflektierende Zeitalter. Es ist von 1846 aber es klingt so, als ob es heute stattfinden würde. Er spricht über die Presse und Entfremdung.“
Die Lieder Here Comes the Night Time und Here Comes the Night Time II erscheinen jeweils auf den beiden unterschiedlichen Teilen des Albums. So wurde das zweite Lied zuerst geschrieben und leitet die zweite Hälfte des Albums ein. Es soll an die Zeit nach dem alljährlichen haitianischen Karneval erinnern. Beide Lieder sind vom Sonnenuntergang in Port-au-Prince beeinflusst, der dazu führt, dass viele Einwohner versuchen schnell nach Hause zu kommen, da es in großen Teilen der Hauptstadt keine Elektrizität gibt. In Here Comes the Night Time kritisiert Butler zudem die Rolle der Missionare im Land.
Das Lied Supersymmetry wurde zuerst für den Film Her (2013) von Spike Jonze geschrieben, für den die Band zeitgleich zu den Reflektor-Aufnahmen die Filmmusik komponierte. Eine andere Version des Liedes wird während des Abspanns gespielt. Teile der Lieder Supersymmetry und Porno sind immer wieder während des Films zu hören.
Sprachlich sind die Liedtexte größtenteils auf Englisch verfasst sowie einige Textpassagen auf Französisch.

## Werbekampagne

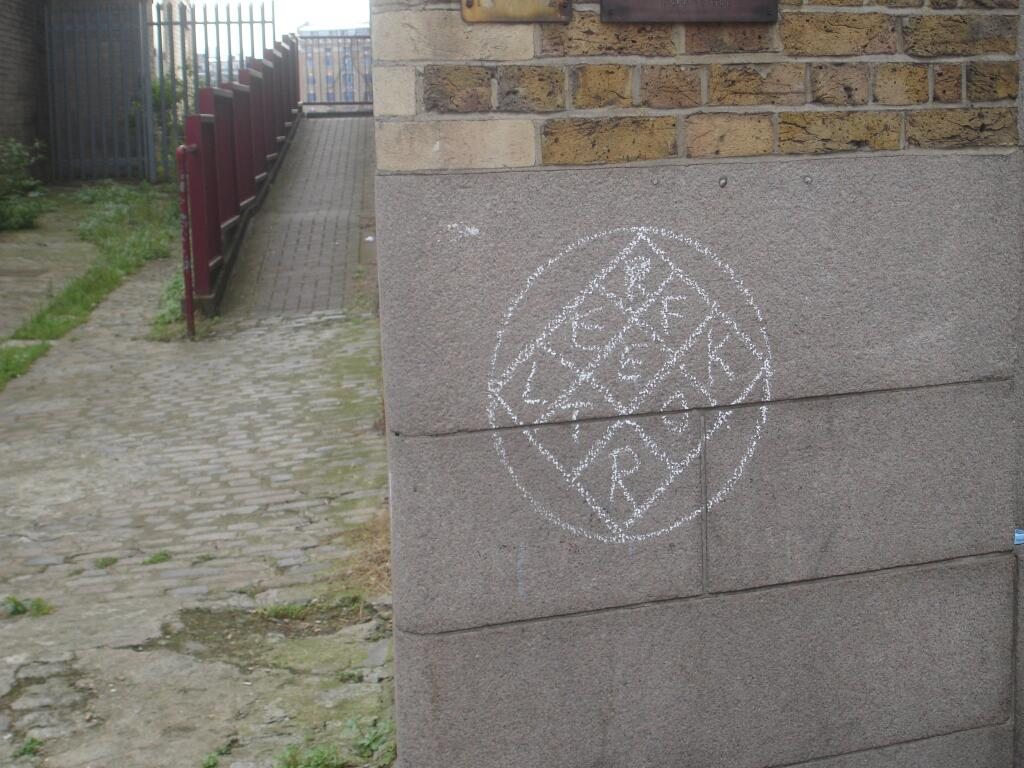
Reflektor-Kreidezeichnung an einer Häuserwand in London.

Im August 2013 wurden kryptische Symbole mit dem Wort „reflektor“ an Häuserwände in verschiedenen Städten gezeichnet. Diese Streetart gehörte zur Guerilla-Marketingkampagne für das neue Arcade-Fire-Album. Das Veröffentlichungsdatum wurde über Twitter als Antwort an einen einzelnen Fan geschickt. Ein Instagram-Konto der Band veröffentlichte Bilder und ein Video des Symbols.
Am 26. August bestätigte Arcade Fire den Zusammenhang mit dem Symbol durch ein großes Wandbild an einem Gebäude in Manhattan, welches die Beschriftung „Arcade Fire 9pm 9/9“ enthielt. Am 9. September veröffentlichte die Band zwei Videos für die erste Single Reflektor. Die Symbole waren von haitianischen Veve-Zeichnungen inspiriert.
Teile der Reflektor-Kampagne wurden in einem Slate-Blogeintrag im September 2013 kritisiert. Durch das Sprühen vom Symbol als Graffiti auf Häuserwände entstanden Schäden an Gebäuden. Die Band entschuldigte sich daraufhin öffentlich und erklärte, dass die Symbole aus abwaschbarer Kreide an die Wände gezeichnet werden sollten und nicht wie in einzelnen Fällen geschehen mit Graffitifarbe.
Die Vorbereitung für die Albumveröffentlichung wurde von Pitchfork als „ungewöhnlich, ehrgeizig, vage, verwechselnd, ein wenig umständlich und sehr erfolgreich“ beschrieben. Zudem wurde es mit ähnlichen Werbekampagnen für Alben von Daft Punk und Kanye West verglichen, die im selben Jahr erschienen. Für Butler war die Promotion für das Album wie ein „sonderbares Kunstprojekt“ oder eine „gute Party“.

## Cover

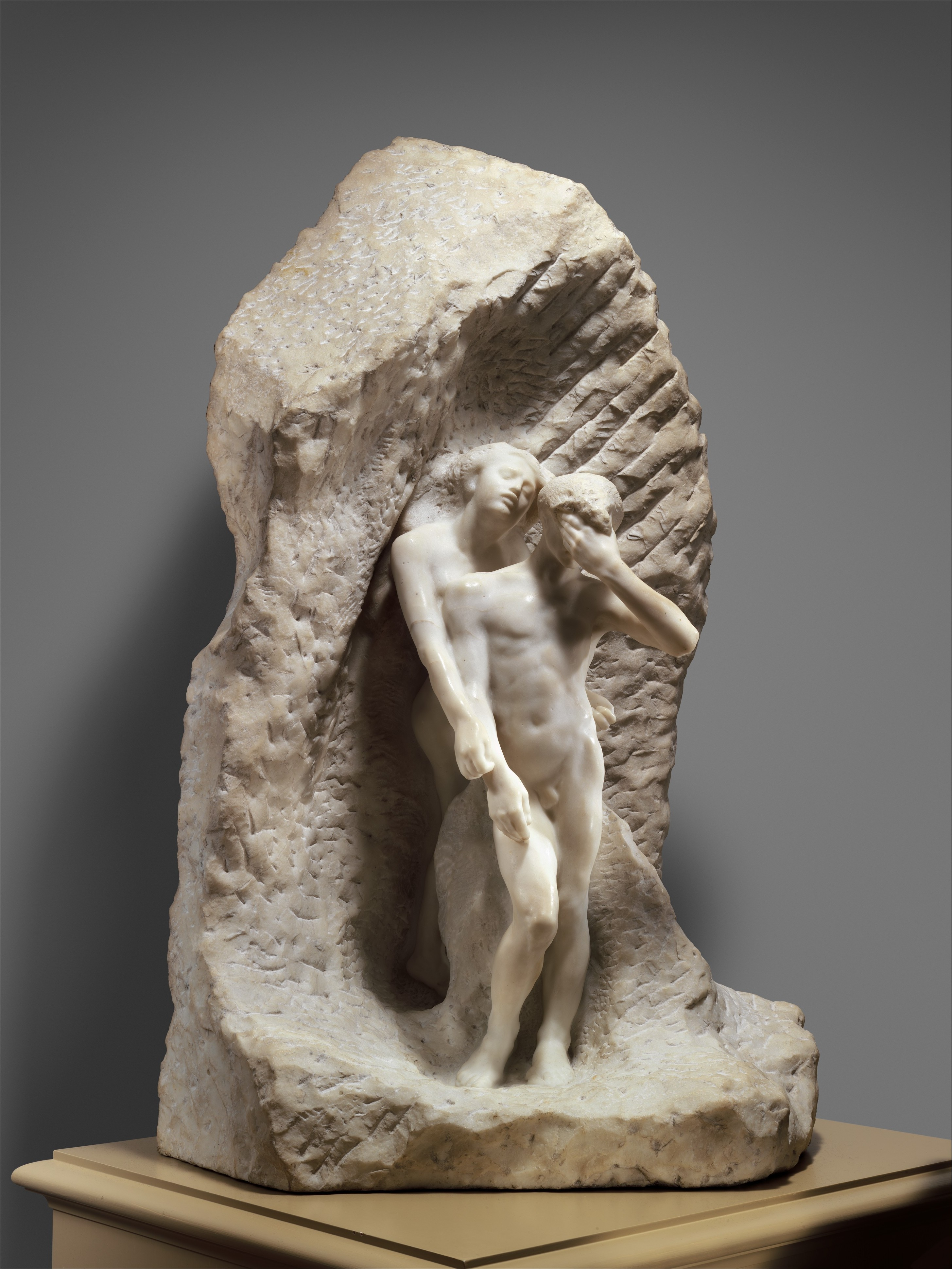
Die auf dem Cover abgebildete Skulptur von Orpheus und Eurydike

Das Cover des Albums zeigt ein Bild von Auguste Rodins Skulptur von Orpheus und Eurydike aus der griechischen Mythologie.

## Veröffentlichung
Am 2. September veröffentlichte Arcade Fire bei Spotify einen 15 Sekunden langen Musikausschnitt mit dem Titel 9pm 9/9 unter dem Albumnamen Reflektor. Eine Woche später gab die Band ein Konzert unter dem Namen „The Reflektors“ bekannt, das noch am selben Abend in Montreals Salsathèque Club um 21 Uhr (9PM) für neun kanadische Dollar stattfand. Nach einem Auftritt am 28. September bei Saturday Night Live wurde zusätzlich eine 30-minütiges Konzertspecial beim Fernsehsender NBC ausgestrahlt, inszeniert von Roman Coppola und mit Cameos von Rainn Wilson, Bono, Ben Stiller, James Franco, Michael Cera und Zach Galifianakis. Dabei wurden die drei Lieder Here Comes the Night Time, We Exist und Normal Person zum ersten Mal gespielt. Am 12. Oktober wurde ein Teaservideo mit 30 Sekunden von dem Lied Awful Sound (Oh Eurydice) veröffentlicht. Neun Tage später erschien das Liedtextvideo zu Afterlife, das aus Szenen des Films Orfeu Negro besteht. Am 21. Oktober spielte die Band unter den Namen „The Reflektors“ das Lied Normal Person beim Colbert Report. Drei Tage später erschien ein Liedtextvideo für das Album.
Im September 2015 wurde eine digitale Deluxe Edition des Albums veröffentlicht. Hinzu kamen fünf neue Lieder sowie eine neu gemischte Version von Flashbulb Eyes durch Dennis Bovell mit Linton Kwesi Johnson. Das neue Lied Get Right erschien zudem als Singleauskopplung. Die Lieder wurden im Oktober 2015 auf Kassette unter dem Titel The Reflektor Tapes veröffentlicht.

## Rezeption

### Pressekritiken
Reflektor wurde überwiegend positiv von Musikkritikern aufgenommen. Beim Bewertungsaggregator Metacritic hat das Album eine Wertung von 80 %, basierend auf 48 Kritiken.
David Fricke von der US-amerikanischen Ausgabe des Rolling Stones bezeichnete das Album als „eine perfekte Zusammenfassung von ihrem immer noch leidenschaftlichen indie-stämmigen Hunger, nach einem Jahrzehnt mit Erfolg im Mainstream.“ Es sei zudem das beste Album, das Arcade Fire jemals gemacht haben. Lindsay Zoladz von Pitchfork beschrieb das Album als Triumph, aber „keine Ehrenrunde“; da die Band nie zufrieden genug erscheint. Edna Gundersen von der Tageszeitung USA Today lobte ebenfalls das Album: „Viel von der Musik — kühn, stark verzerrt und brodelnd mit Elektronik — klingt großartig frisch. Das Ensemble wandelt sich von der klareren Rockvorlage von The Suburbs und Neon Bible hin zu exotischen taktgetriebenen Mashups. Arcade ist David Bowie (hat einen kurzen Cameo) und der Achtung-Ära U2s etwas schuldig. Koproduzent James Murphy vom inaktiven LCD Soundsystem bringt ebenfalls seine rhythmischen Ansätze in den Mix verwirrenden Dance-Hybriden.“
Kitty Empire vom Observer war beeindruckt von den Produktionsqualitäten des Albums und des Songwritings, war jedoch der Meinung, dass jedes Lied etwas zu lang ist. Daher ist Reflektor für sie kein „staunenswerts Album“, sondern stattdessen „lediglich ein sehr, sehr gutes.“ Für Simon Goddard von der britischen Zeitschrift Q schafft Reflektor es nicht „seine ganze Größe zu rechtfertigen“ und es „zerfasert eher als dass es endet“. Es sei der „Beweis, dass man wirklich zu viel von einer guten Sache haben kann“.
Daniel-C. Schmidt vom deutschen Musikexpress bezeichnete das Album als „neues Meisterwerk“. Produzent Murphy habe der Band eine „gründliche musikalische Renovierung“ vollzogen, jedoch sei das Album zu lang und manche Liedtexte zu „wehleidig“. Für die Spex schrieb Daniel Gerhardt, dass Arcade Fire, zusammen mit Murphy, mit Reflektor „ein Stichwortverzeichnis der letzten 40 Popjahre angelegt“ hat. Es sei die „Sorte Album, die sich anhört, als wären alle anderen wichtigen Alben auch noch mit drauf.“ Joachim Hentschel von der Süddeutschen Zeitung nannte das Album ein „Epos“ und eine „elaborierte Spacerock-Oper“, die noch mehr bietet als die vielen Tanzelemente. Auch die vielschichtigen Klänge stechen für Hentschel besonders hervor. Das ganze Album an sich sei aber in seiner Länge auch anstrengend. Eine „Rückkehr als Ironiehampel“ befürchtete Sebastian Leber vom Berliner Tagesspiegel vor der Albumveröffentlichung. Reflektor konnte ihn jedoch überzeugen, da es das „gewaltigste, abenteuerlichste und raffinierteste Werk“ der Band bis dato ist. Thomas Pilgrim von Plattentests.de schreibt in seiner Kritik des Albums von einem „funkensprühenden Kaleidoskop voll schräger Ideen, listig reingefummelter Zitate und groß auftrumpfender Pop-Euphorie.“ Einige Lieder seien zwar Acrade-Fire-Standard, dieser sei aber vergleichsweise sehr hoch. Andreas Borcholte von Spiegel Online vergab mit einer 10 die Höchstwertung und nannte Reflektor eine „zeitgemäße Rockoper“.

### Auszeichnungen
Der Rolling Stone führte das Album auf Platz fünf der Liste mit den 50 besten Alben des Jahres 2013. Als Begründung nannte die Zeitschrift, dass Reflektor echte Gefühle auslöst und es daher großartig ist. Beim Musikportal Stereogum erreichte das Album den zehnten Platz bei den 50 besten Alben des Jahres: „[Reflektor ist] das Album, das Arcade Fire nicht riskieren musste zu erschaffen, doch sie taten es trotzdem und wir sind froh es zu haben. Das ist ein Album das einen neuen Meilenstein setzt. Von jetzt an hören wir ein post-Reflektor Arcade Fire und sie waren noch nie so aufregend.“ Beim britischen E-Zine Drowned in Sound erlangte Reflektor den fünften Platz in der Liste der besten Alben des Jahres, obwohl die Website dem Album zuerst eine negative Kritik gab. Pitchfork nahm es im August 2014 in die Liste der „bislang 100 besten Alben des Jahrzehnts“ auf.
Der Musikexpress führte das Album auf Platz drei der besten Alben des Jahres 2013. Die Redakteure von laut.de votierten es auf den vierten Platz des Jahresbestenliste. Auch für Jan Kühnemund von der Zeit war Reflektor eines der besten Alben des Jahres. Bei Spiegel Online setzte Jan Wigger das Album auf die Jahresbestenliste der Website.
17 Musikjournalisten der polnischen Mediengruppe Agora S.A. (Gazeta Wyborcza, Gazeta.pl, Tok FM) setzten Reflektor auf den ersten Platz der 10 besten nicht-polnischsprachigen Alben des Jahres 2013.
Reflektor war in der erweiterten Nominiertenliste für den kanadischen Polaris Music Prize 2014 vertreten. Im selben Jahr gewann das Album bei den Juno Awards den Preis für das „beste Album“ und das „beste Alternative-Album“. Hinzu kamen Nominierungen für die „beste Single“ (Reflektor), „beste Band“, den Publikumspreis und das beste Songwriting (Afterlife, Here Comes the Night Time, Reflektor). Reflektor war bei den Grammy Awards 2015 in der Kategorie für das „beste Alternative-Album“ nominiert während das Musikvideo zum Lied We Exist vom Regisseur David Wilson (mit Andrew Garfield in der Hauptrolle) als „bestes Musikvideo“ nominiert war.
| Publikation          | Rang | Liste                                               |
| -------------------- | ---- | --------------------------------------------------- |
| Billboard            | 9    | Die 15 besten Alben des Jahres 2013 (Kritiker)      |
| Complex              | 16   | Die 50 besten Alben des Jahres 2013                 |
| Consequence of Sound | 7    | Die 50 besten Alben des Jahres 2013                 |
| Drowned in Sound     | 5    | Drowned in Sounds Lieblingsalben des Jahres 2013    |
| Gazeta Wyborcza      | 1    | Die zehn besten ausländischen Alben des Jahres 2013 |
| laut.de              | 4    | Best Of 2013: Die Alben des Jahres                  |
| Musikexpress         | 3    | Die 100 besten Alben des Jahres 2013                |
| NME                  | 7    | Die 50 besten Alben des Jahres 2013                 |
| Pitchfork            | 10   | Die 50 besten Alben des Jahres 2013                 |
| Rolling Stone        | 5    | Die 50 besten Alben des Jahres 2013                 |
| Slant Magazine       | 2    | Die 25 besten Alben des Jahres 2013                 |
| Stereogum            | 10   | Die 50 besten Alben des Jahres 2013                 |

## Titelliste
Bei der CD- und digitalen Veröffentlichung ist We Exist der zweite Titel auf dem Album, aber vierter bei der LP (erstes Lieder der B-Seite). Die erste Platte der CD-Veröffentlichung beginnt mit einem zehnminütigen instrumentalen Medley von invertierten Liedsamples, versteckt im Pregap vor dem ersten Titel, während eine fünfminütige Soundscape am Ende von der zweiten CD Supersymmetry und somit das Album beendet.
| Nr. | Titel                                                       | Länge |
| --- | ----------------------------------------------------------- | ----- |
| 1.  | Reflektor (davor ein nicht betitelter Hidden Track (10:02)) | 7:34  |
| 2.  | We Exist                                                    | 5:43  |
| 3.  | Flashbulb Eyes                                              | 2:42  |
| 4.  | Here Comes the Night Time                                   | 6:30  |
| 5.  | Normal Person                                               | 4:22  |
| 6.  | You Already Know                                            | 3:59  |
| 7.  | Joan of Arc                                                 | 5:24  |

| Nr. | Titel                                               | Länge |
| --- | --------------------------------------------------- | ----- |
| 1.  | Here Comes the Night Time II                        | 2:51  |
| 2.  | Awful Sound (Oh Eurydice)                           | 6:13  |
| 3.  | It’s Never Over (Hey Orpheus)                       | 6:42  |
| 4.  | Porno                                               | 6:02  |
| 5.  | Afterlife                                           | 5:52  |
| 6.  | Supersymmetry (mit einem unbetitelten Hidden Track) | 11:16 |

| Nr. | Titel                                                           | Länge |
| --- | --------------------------------------------------------------- | ----- |
| 1.  | Apocrypha                                                       | 5:18  |
| 2.  | Women of a Certain Age                                          | 3:16  |
| 3.  | Flashbulb Eyes (Dennis Bovell Remix feat. Linton Kwesi Johnson) | 2:49  |
| 4.  | Soft Power                                                      | 5:43  |
| 5.  | Get Right                                                       | 4:41  |
| 6.  | Crucified Again                                                 | 5:03  |

## Besetzung
Die personelle Besetzung des Albums ergibt sich wie folgt:

### Arcade Fire

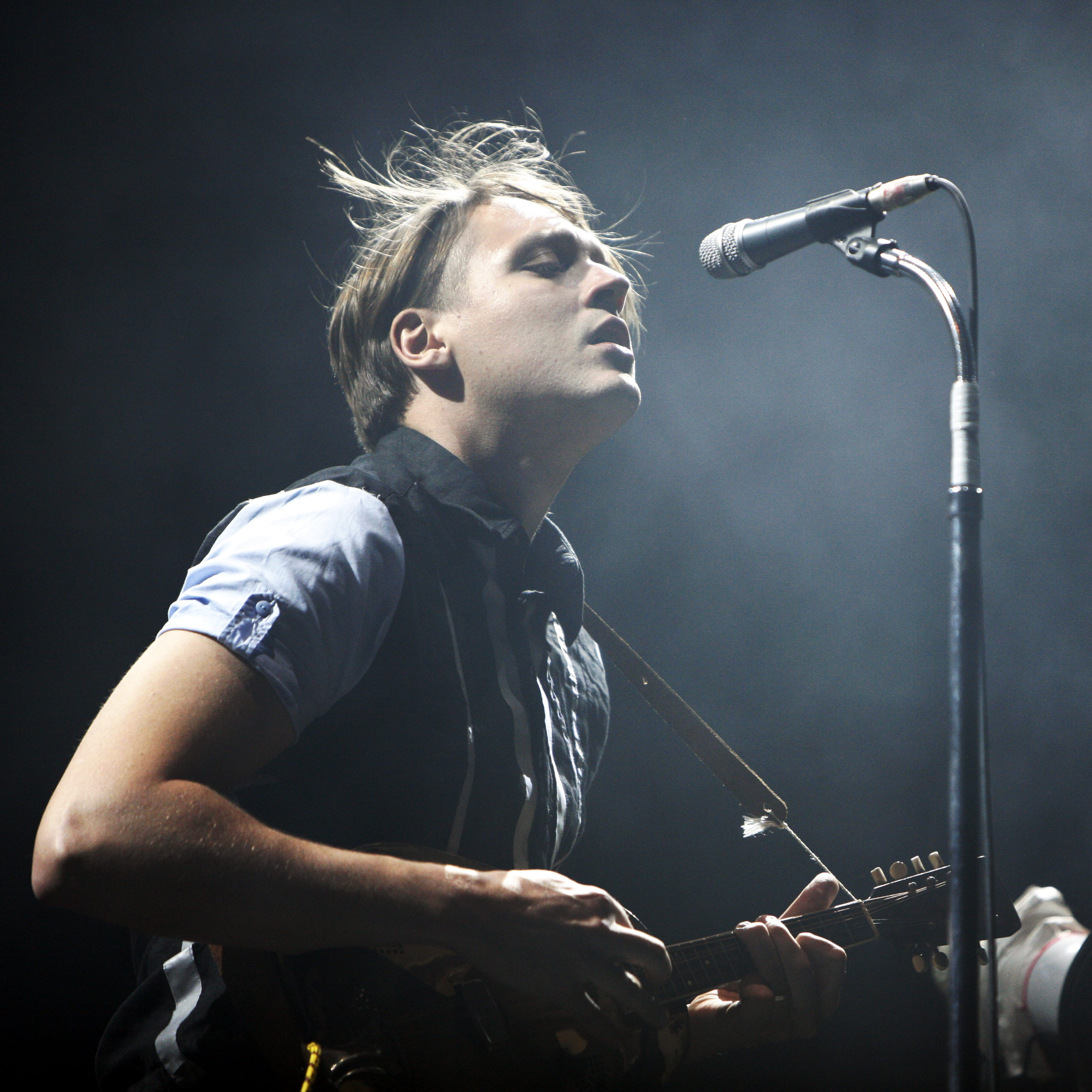
Win Butler, 2007
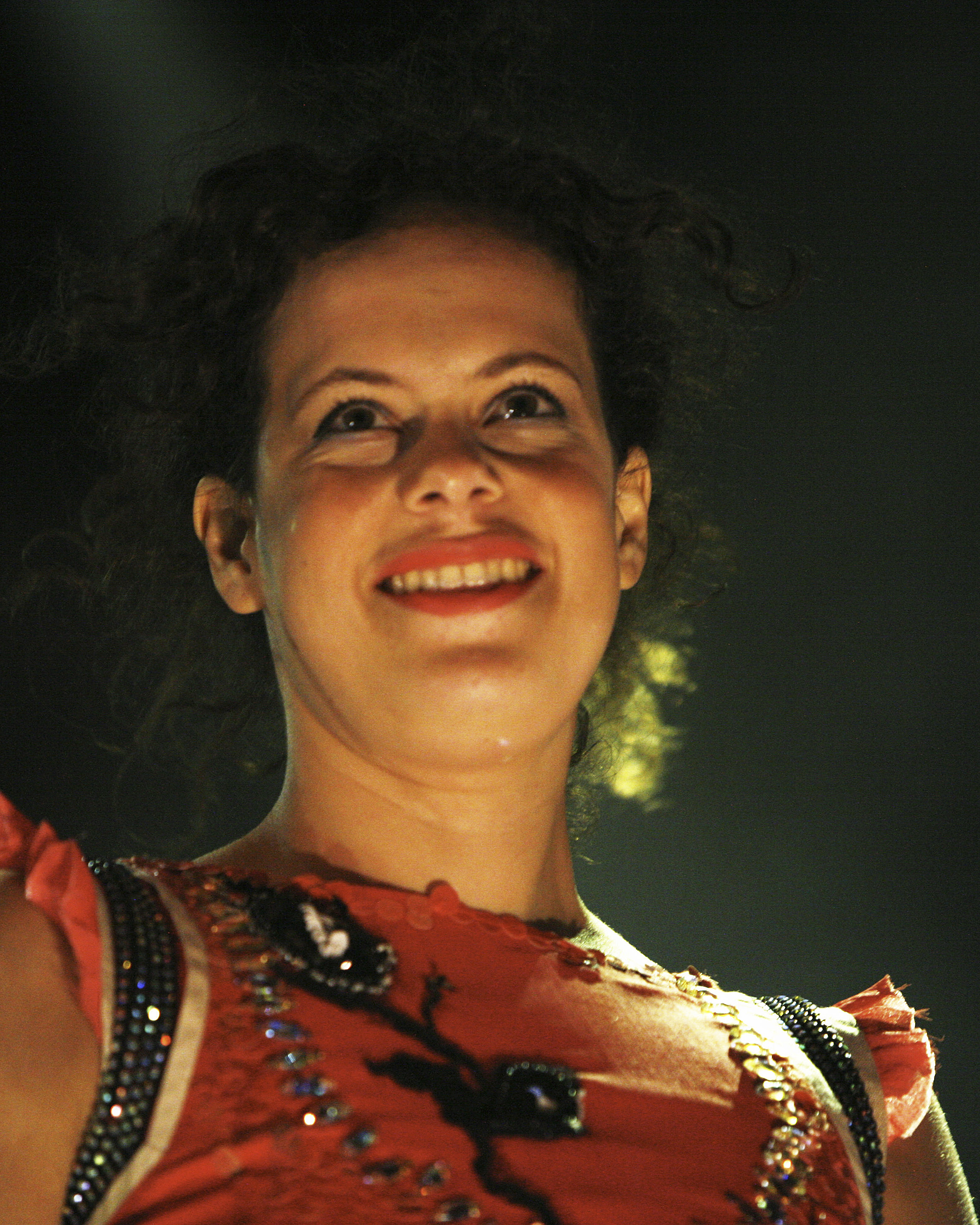
Régine Chassagne, 2009
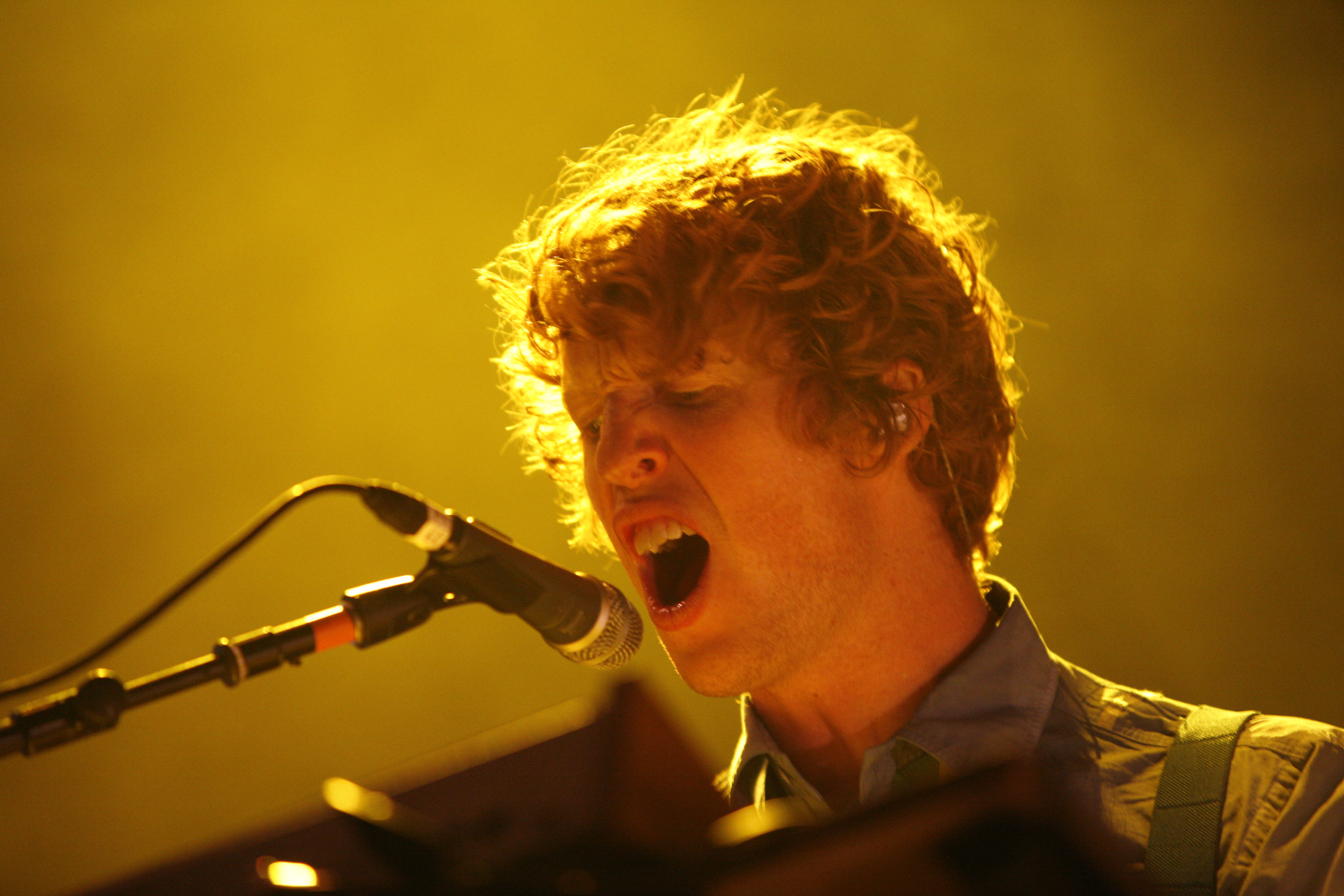
Richard Parry, 2007
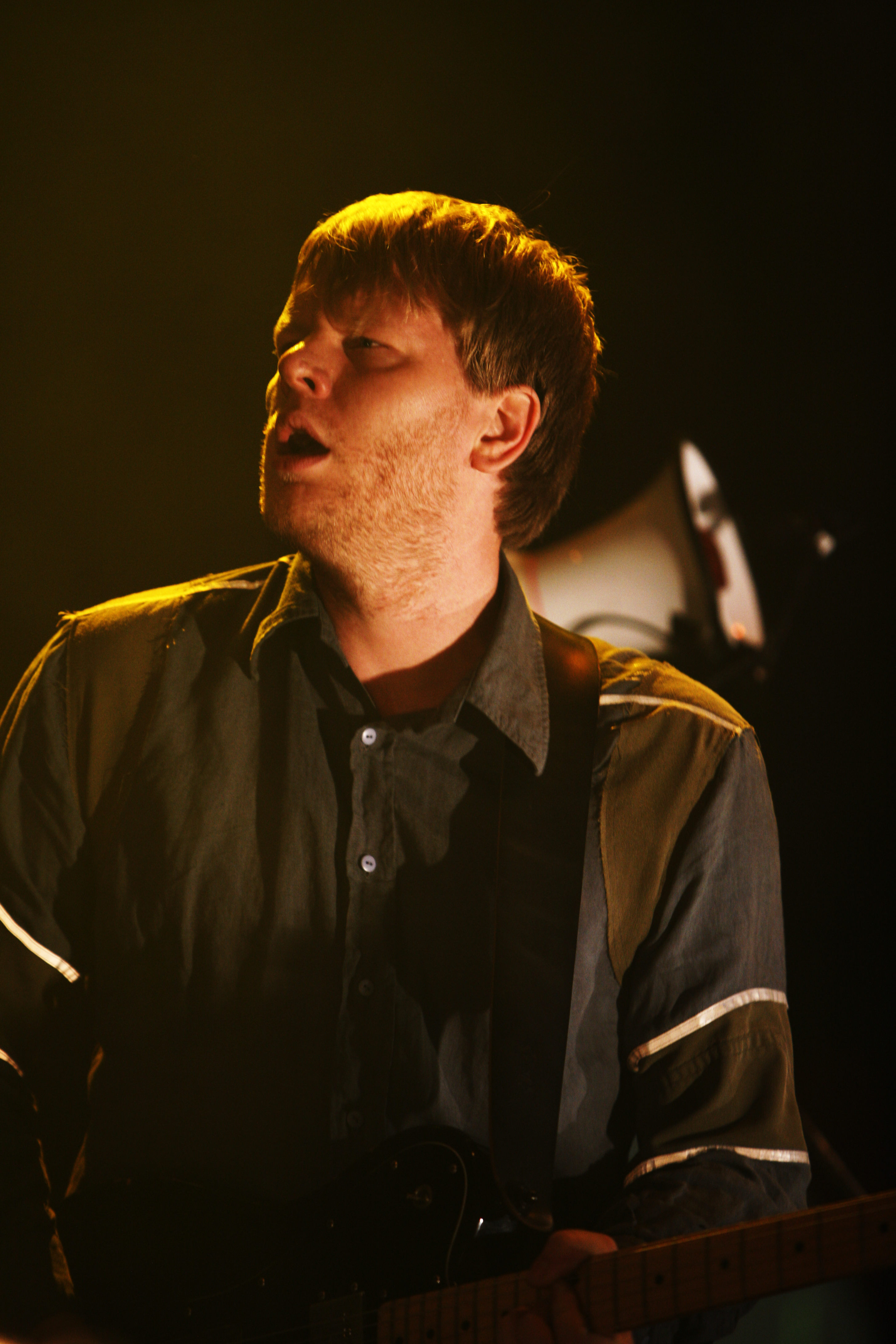
Tim Kingsbury, 2007
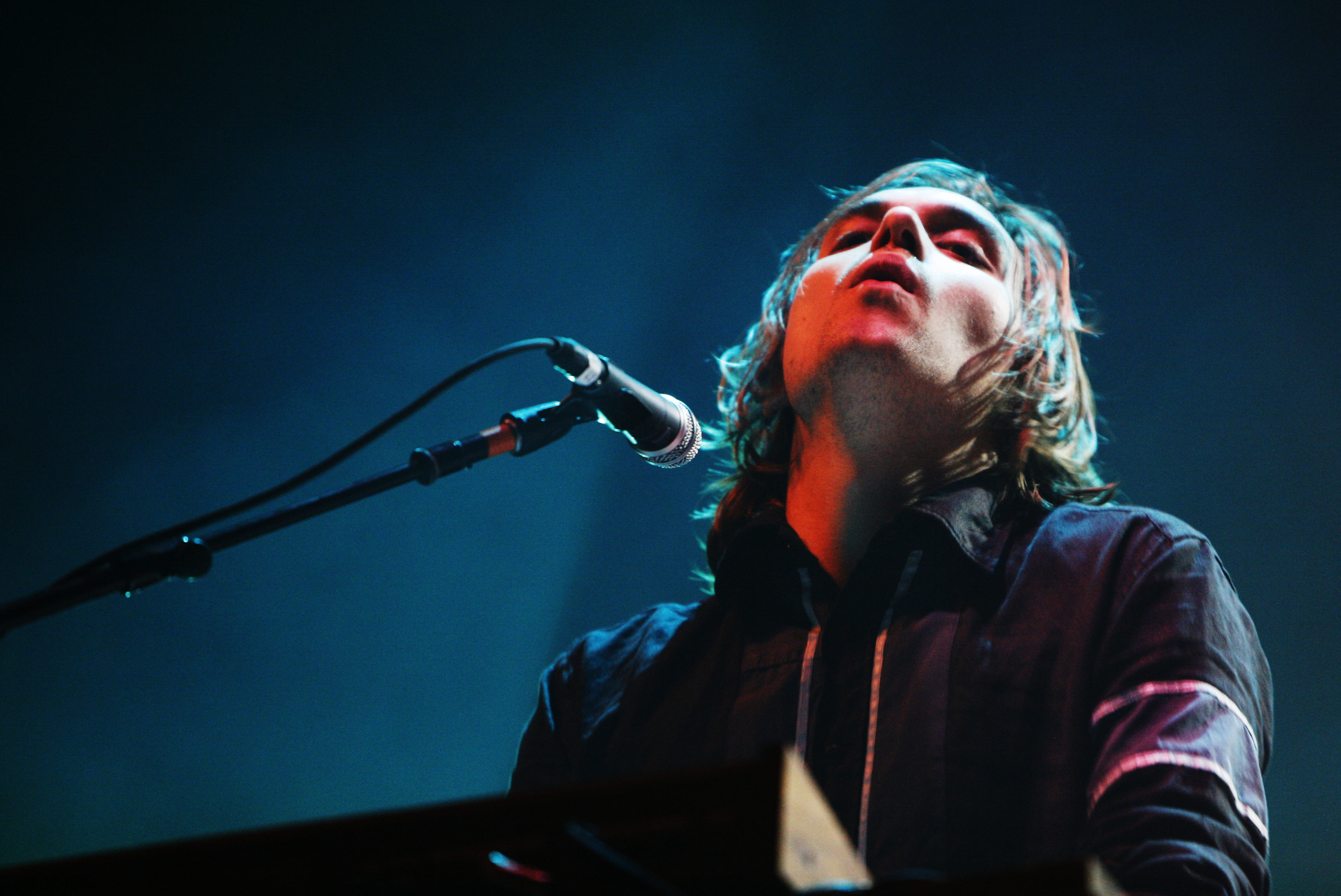
Will Butler, 2007
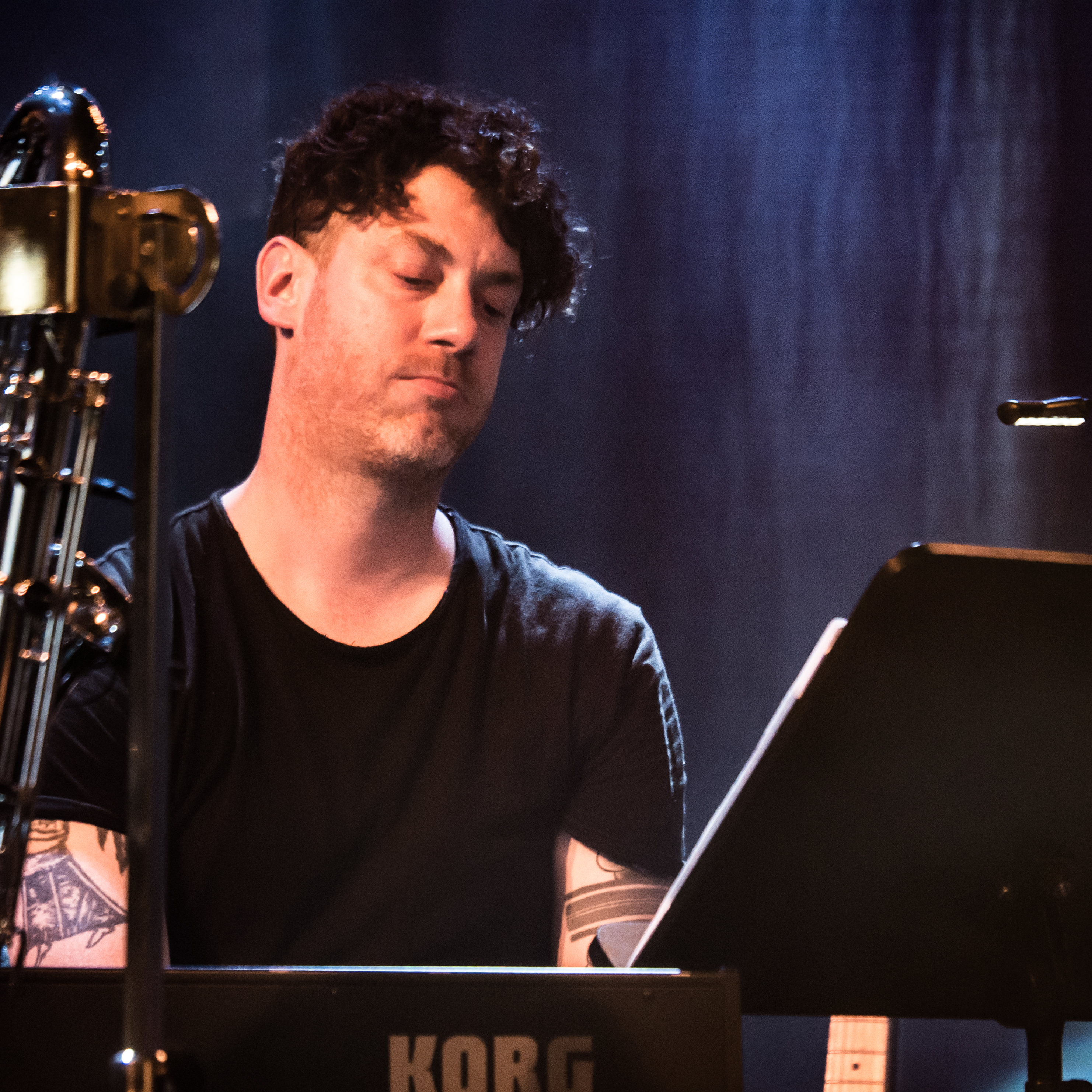
Jeremy Gara, 2015

- Win Butler – Gesang, Rhythmusgitarre, E-Bass, Klavier, Synthesizer, Banjo und Mandoline
- Régine Chassagne – Gesang und Begleitgesang, Synthesizer, Klavier, Akkordeon, Xylophon, Drehleier, Schlagzeug, Elefantenrüssel, Blockflöte & Perkussion und Xylophon
- Richard Reed Parry – Rhythmus- und Leadgitarre, Klavier, Synthesizer, Orgel, Xylophon, Akkordeon, E-Bass, Kontrabass, Celesta, Schlagzeug, Begleitgesang und Perkussion
- Tim Kingsbury – Rhythmusgitarre, E- und Kontrabass, Klavier, Synthesizer und Begleitgesang
- Will Butler – Rhythmusgitarre, E- und Kontrabass, Synthesizer, Klavier, Sitar, Posaune, Klarinette, Panflöte, Glockenspiel, Singende Säge, Omnichord, Konzertina, Begleitgesang, Perkussion und Gadulka
- Jeremy Gara – Schlagzeug, Rhythmusgitarre, Klavier, Synthesizer & Perkussion

### Zusätzliche Musiker

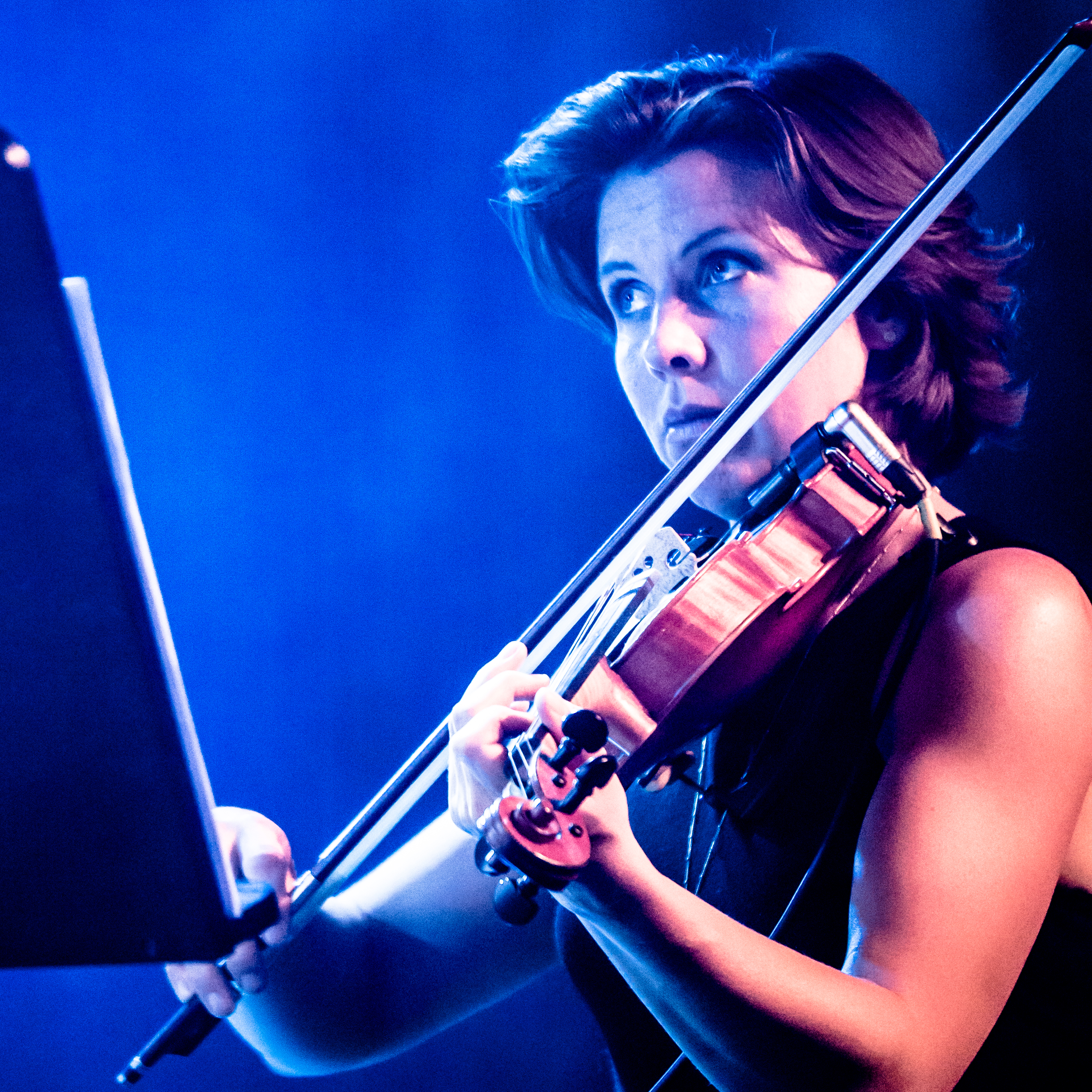
Sarah Neufeld, 2015
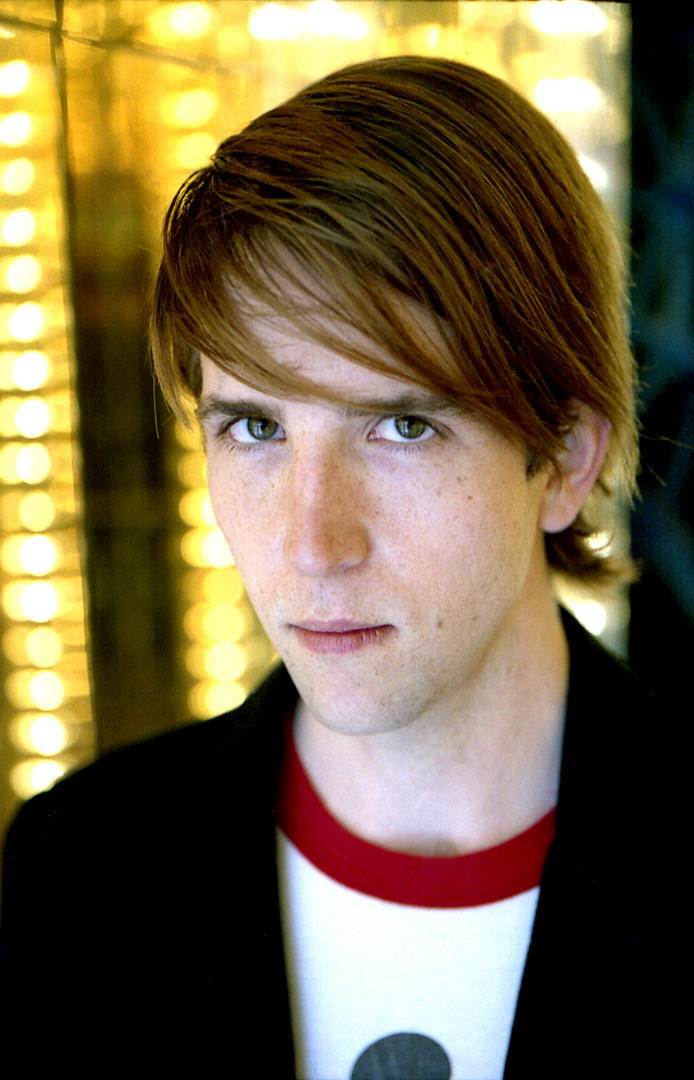
Owen Pallett, 2009
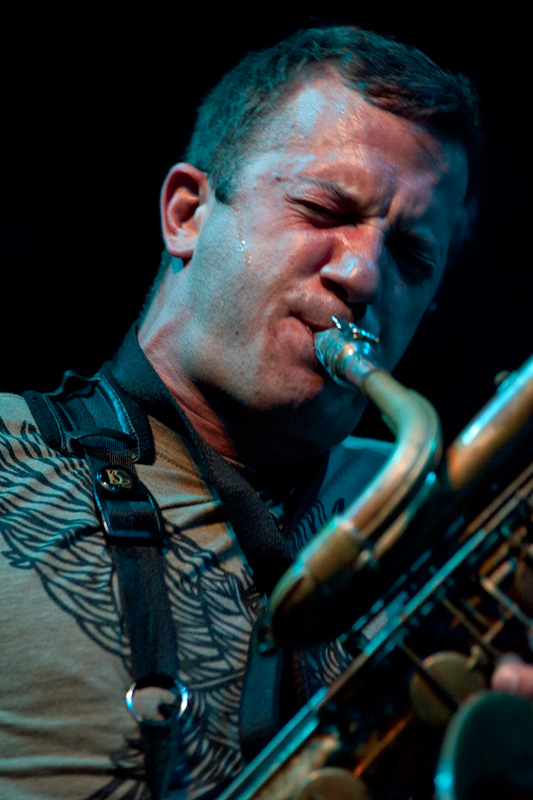
Colin Stetson, 2010
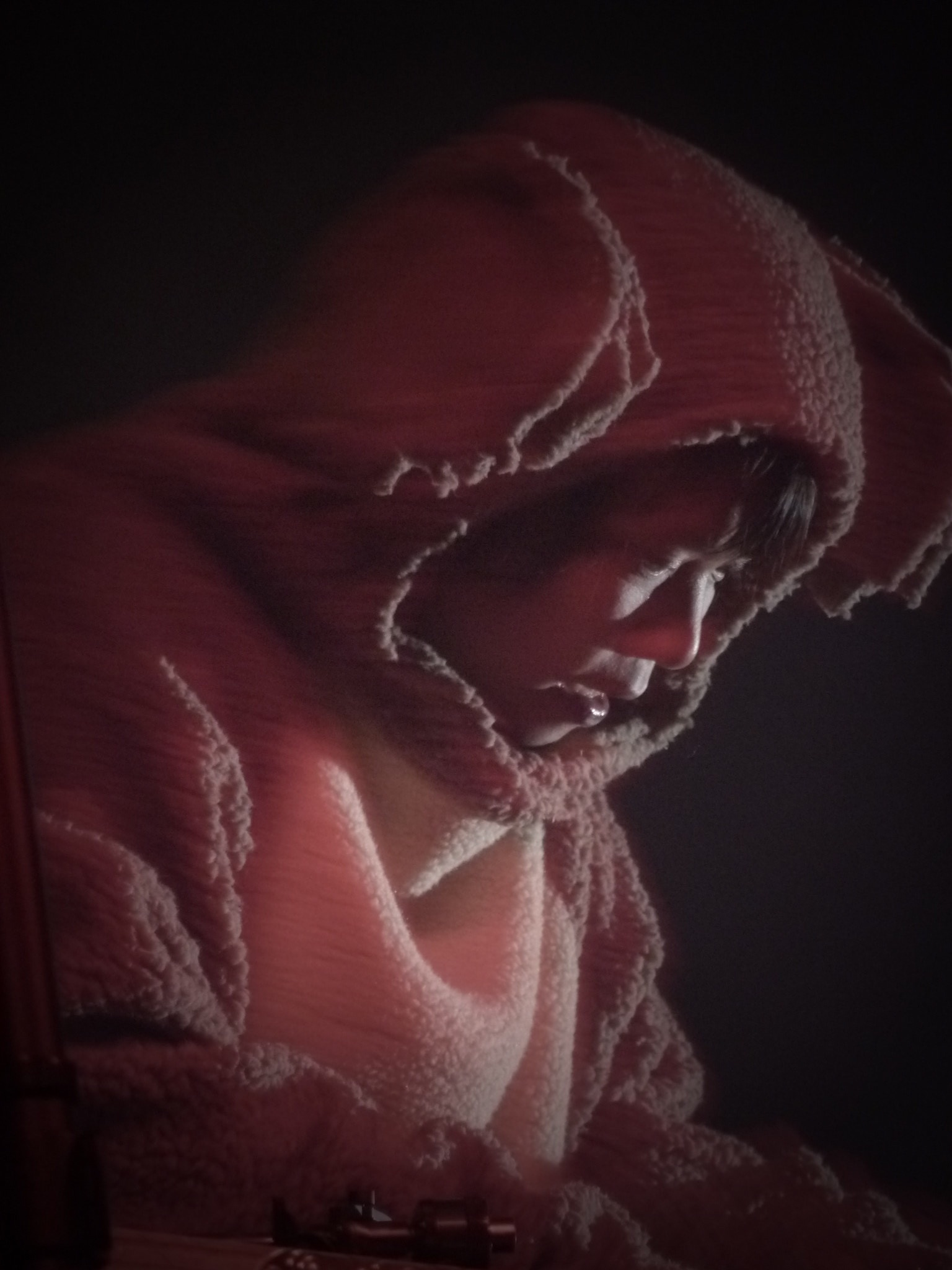
Kid Koala, 2010
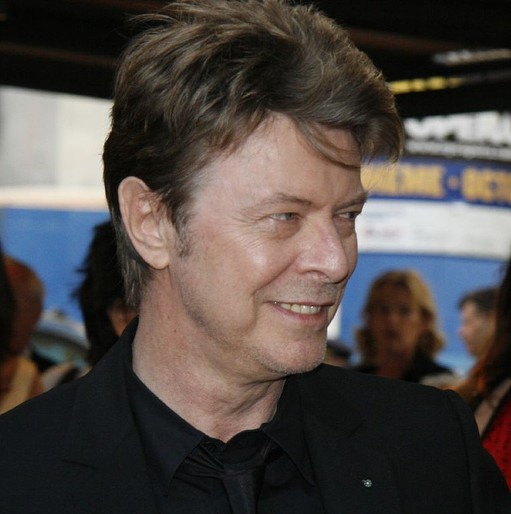
David Bowie, 2006
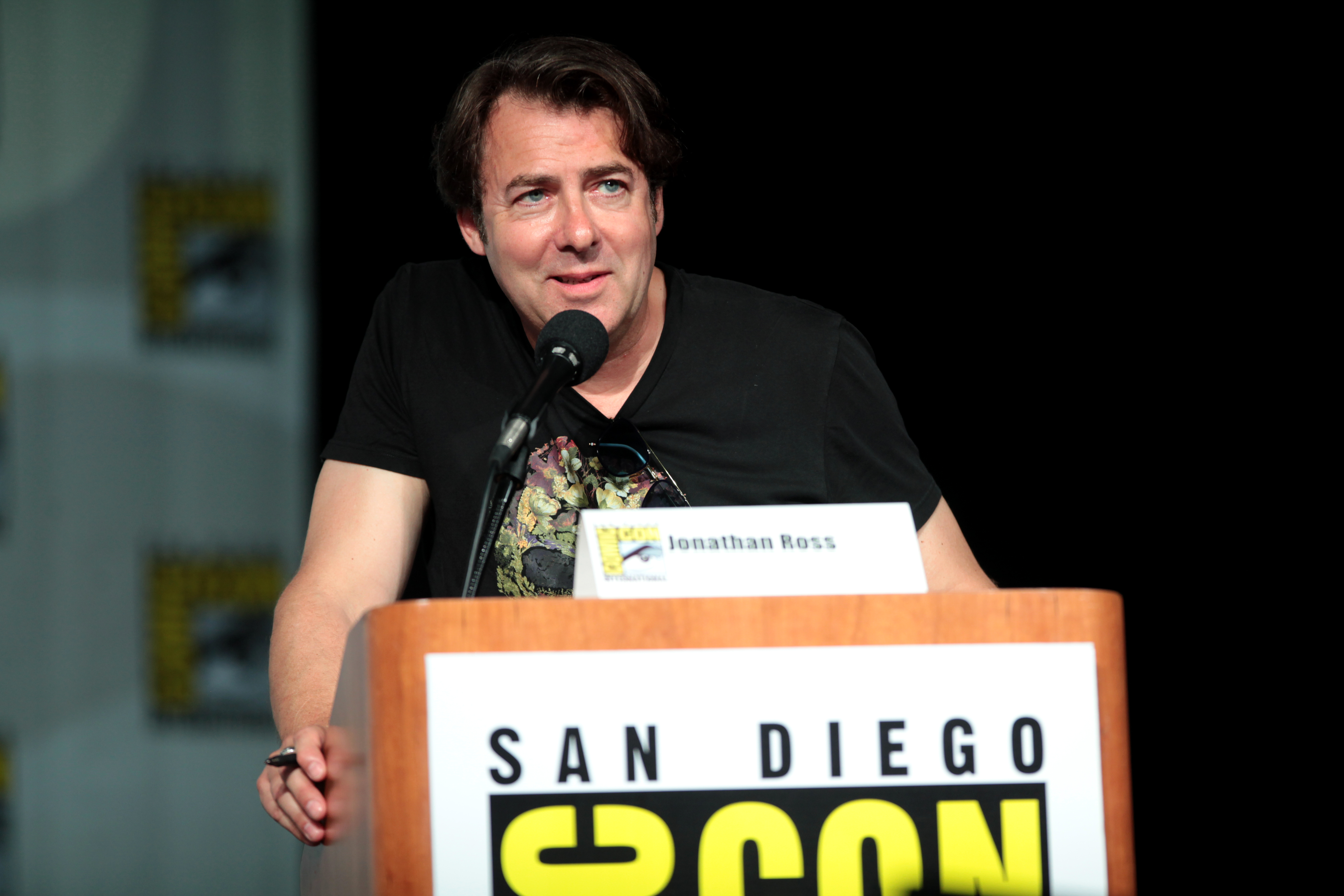
Jonathan Ross, 2014

- Sarah Neufeld – Streichinstrumente, orchestrale Arrangements, Begleitgesang, Gesang, Synthesizer, Klavier
- Owen Pallett – orchestrale Arrangements, Streichinstrumente, Klavier
- Marika Anthony-Shaw – Streichinstrumente
- FILMharmonic Orchestra Prag – Orchester
- Colin Stetson – Hornarrangements, Saxophon
- Stuart Bogie – Saxophone
- Willinson Duprate – weitere Perkussion
- Verrieux Zile – weitere Perkussion
- Baptiste Jean Nazaire – weitere Perkussion
- Wilkenson Magloire – weitere Perkussion
- Dieuveut Marc Thelus – weitere Perkussion
- Wichemond Thelus – weitere Perkussion
- Kid Koala – Sample-Manipulation (1.1)
- David Bowie – Gesang (1.1)
- Jonathan Ross – Sprachsample (1.6)

### Produktion

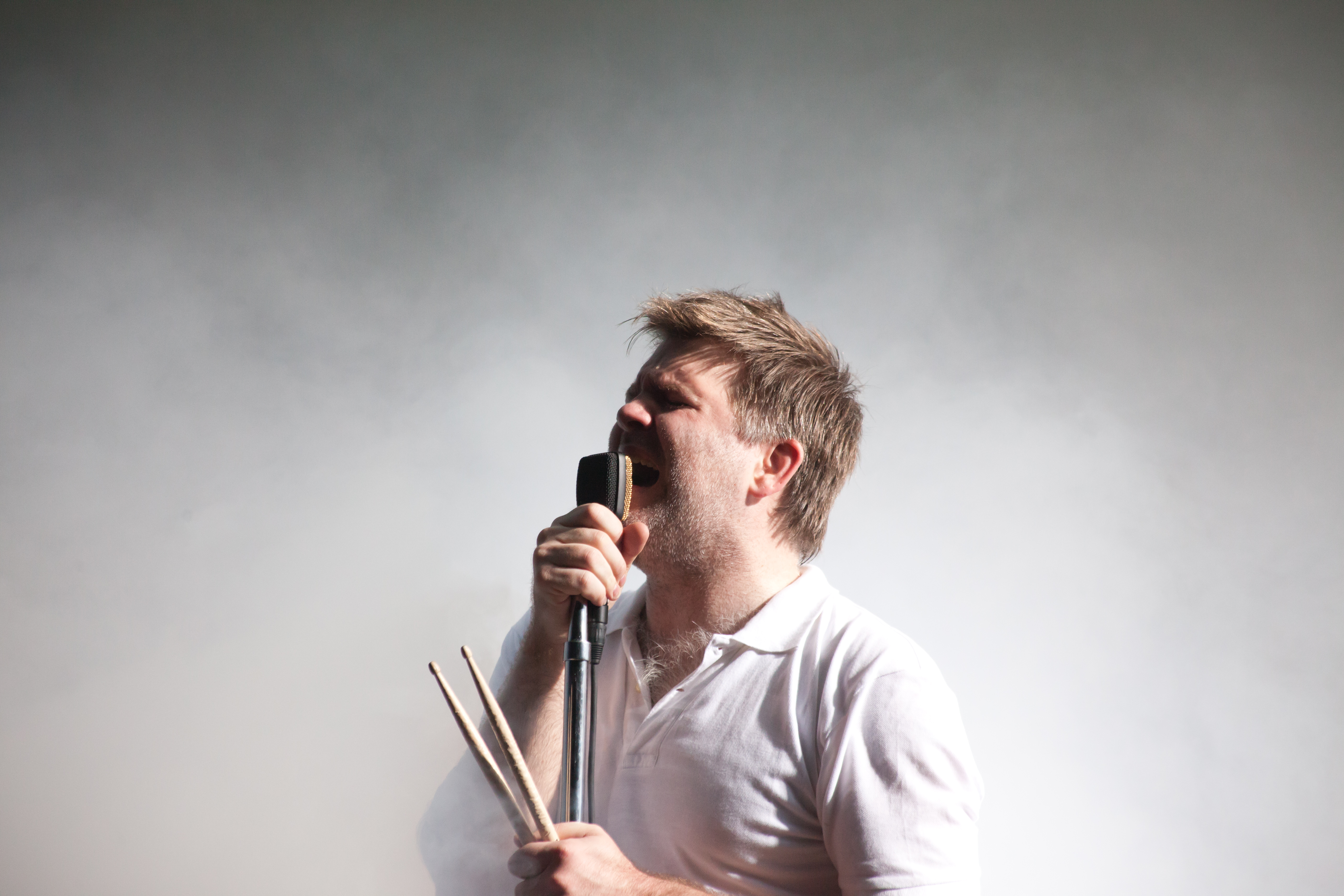
James Murphy, 2010
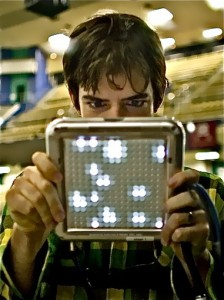
Damian Taylor, 2011
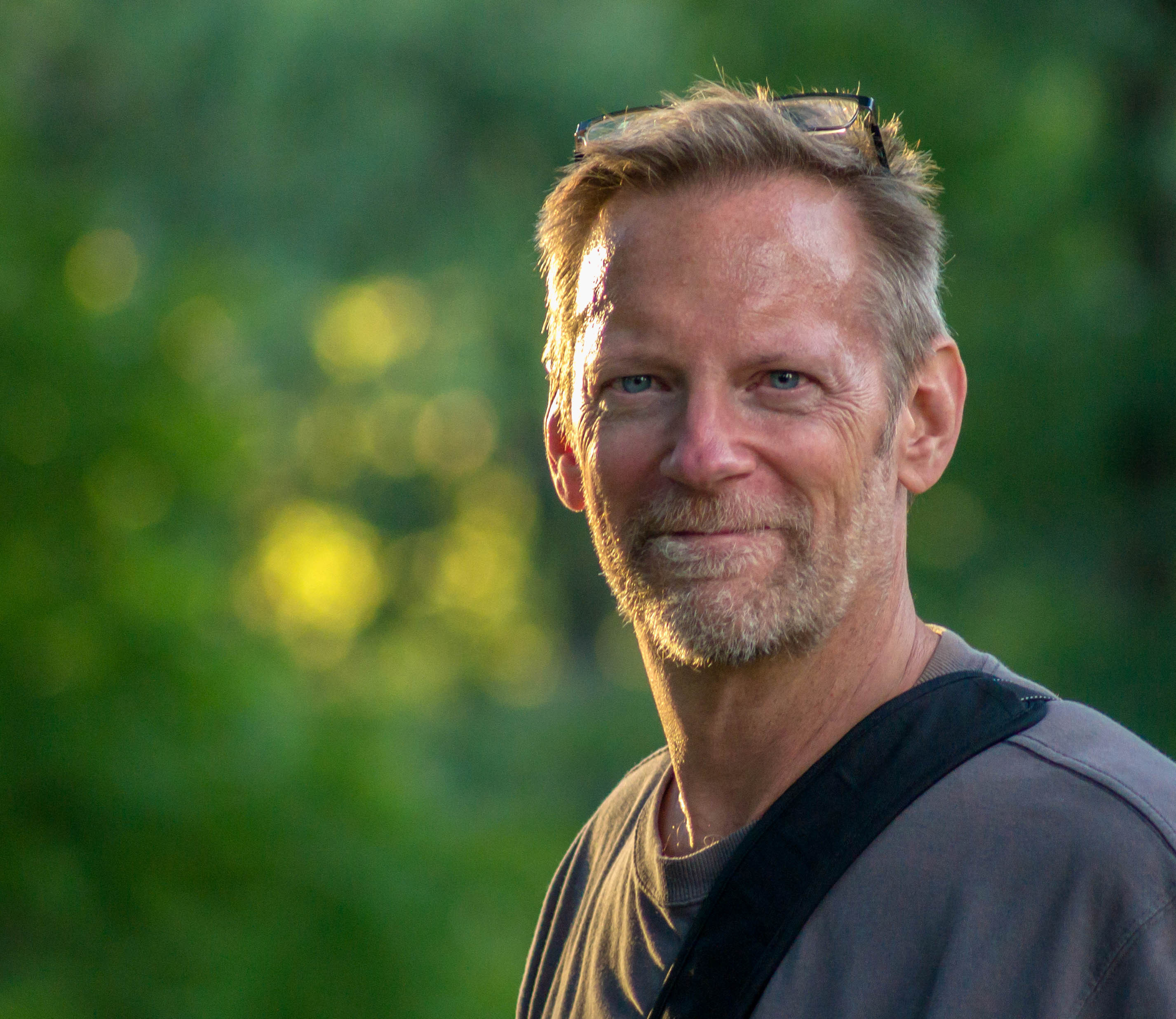
Ted Jensen, 2013

- Arcade Fire – Produktion, Abmischung (1.3 und 2.1)
- James Murphy – Produktion (außer 1.3 und 2.1), weitere Aufnahmen, Abmischung (2.2 und 2.6)
- Markus Dravs – Produktion (außer 1.3, 2.1, 2.3, 2.4 und 2.6), weitere Aufnahmen
- Mark Lawson – Produktion, weitere Aufnahmen (1.1, 1.3 und 1.4)
- Korey Richey – Produktion, Abmischungsassistent
- Tom Elmhirst – weitere Aufnahmen, Abmischung (1.1, 1.2, 1.4, 1.7, 2.3 und 2.5)
- Damian Taylor – weitere Aufnahmen
- Pascal Shefteshy – weitere Aufnahmen
- David Farrell – Aufnahmeassistent
- Eric Heigle – Aufnahmeassistent
- Craig Silvey – Abmischung (1.2, 1.5, 1.6 und 2.4)
- Mark Lawson – Abmischung (1.3 und 2.1)
- Matt Shaw – Abmischungsassistent
- Ben Baptie – Abmischungsassistent
- Joe Visciano – Abmischungsassistent
- Eduardo de la Paz – Abmischungsassistent
- Ted Jensen – Mastering

### Artwork
- Caroline Robert – Albumartwork, Fotografie
- Korey Richey – Fotografie

## Kommerzieller Erfolg

### Chartplatzierungen
Reflektor verkaufte sich in Kanada in der ersten Woche 49.000 Mal und landete damit auf dem ersten Platz der kanadischen Albumcharts und hielt sich dort 15 Wochen. Insgesamt wurde das Album 101.000 Mal in Kanada im Jahr 2013 verkauft.
In den Vereinigten Staaten erreichte Reflektor mit 140.000 verkauften Einheiten in der ersten Woche ebenfalls die höchste Position in den Billboard-200-Charts. Es war mit 31.000 Verkäufen das am drittbesten verkaufte Vinylalbum in den USA im Jahr 2013. Bis Dezember 2014 verkaufte sich Reflektor 367.000 Mal in den Vereinigten Staaten.
Im Vereinigten Königreich errang das Album mit 45.252 Verkäufen in der Debütwoche den ersten Platz der Charts.
In den deutschen Albumcharts hielt sich Reflekor acht Wochen und erreichte mit dem sechsten Platz nach Funeral (erster Platz, 2005) die beste Chartposition der Band in Deutschland.
| ChartsChartplatzierungen       | Höchstplatzierung | Wochen |
| ------------------------------ | ----------------- | ------ |
| Deutschland (GfK)              | 6 (8 Wo.)         | 8      |
| Österreich (Ö3)                | 4 (6 Wo.)         | 6      |
| Schweiz (IFPI)                 | 4 (10 Wo.)        | 10     |
| Vereinigtes Königreich (OCC)   | 1 (20 Wo.)        | 20     |
| Vereinigte Staaten (Billboard) | 1 (20 Wo.)        | 20     |

| ChartsJahrescharts (2017)      | Platzierung |
| ------------------------------ | ----------- |
| Vereinigte Staaten (Billboard) | 135         |

### Auszeichnungen für Musikverkäufe
| Land/Region                  | Auszeichnungen für Musikverkäufe (Land/Region, Auszeichnung, Verkäufe) | Verkäufe |
| ---------------------------- | ---------------------------------------------------------------------- | -------- |
| Frankreich (SNEP)            | Gold                                                                   | 50.000   |
| Kanada (MC)                  | 4× Platin                                                              | 320.000  |
| Vereinigtes Königreich (BPI) | Gold                                                                   | 100.000  |
| Insgesamt                    | 2× Gold · 4× Platin ·                                                  | 470.000  |